# Damian Boeselager

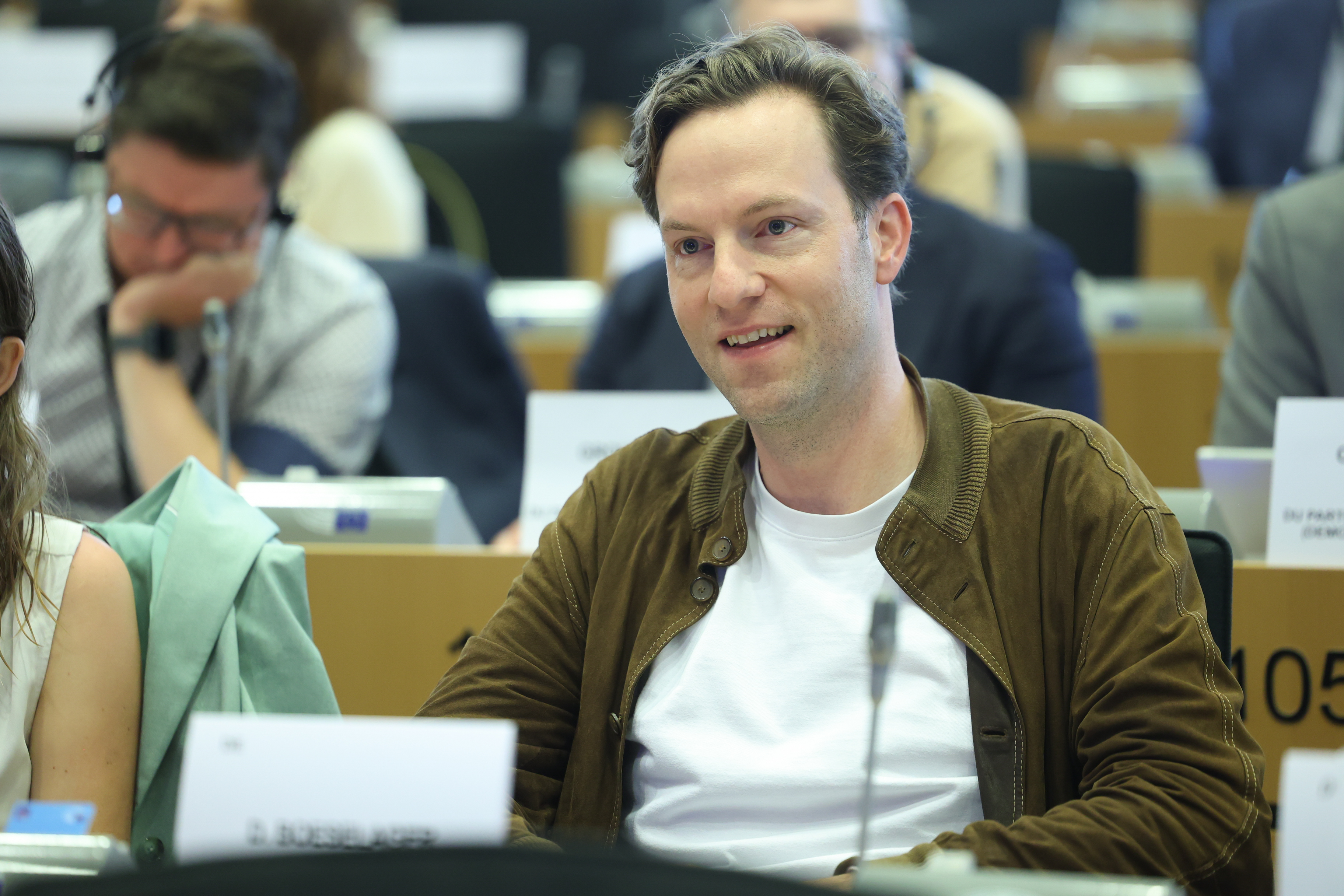
Damian Boeselager (2024)

Damian Hieronymus Johannes Freiherr von Boeselager (* 8. März 1988 in Frankfurt am Main) ist ein deutscher Politiker (Volt). Seit 2019 ist er Abgeordneter des Europäischen Parlaments.

## Leben

### Familie
Boeselager wurde als jüngstes von vier Kindern des Bankiers Georg Freiherr von Boeselager und dessen Frau Huberta in Frankfurt am Main geboren. Er entstammt der weitverzweigten Familie Boeselager. Sein Großvater Philipp Freiherr von Boeselager war Widerstandskämpfer im Nationalsozialismus. Sein Onkel Albrecht Freiherr von Boeselager hatte unter anderem die Leitung des Malteser Hilfsdienstes inne und war Großkanzler des Souveränen Malteserordens.

### Schulzeit und Studium
Das Abitur legte er am Aloisiuskolleg in Bonn-Bad Godesberg ab. Von 2008 bis 2011 studierte er an der Universität Bayreuth den Bachelorstudiengang Philosophy and Economics (Philosophie und Volkswirtschaftslehre), von 2016 bis 2018 den dualen Masterstudiengang Public Administration (Öffentliche Verwaltung) an der SIPA der Columbia University in New York und der Hertie School of Governance in Berlin.
Im Jahr 2012 initiierte Boeselager mit Bernhard Clemm und Jan Stöckmann das journalistische Reiseprojekt Euroskop, das ihn in 20 europäische Hauptstädte führte. Ziel des Projektes war es, mit jungen Menschen in Europa über die Zukunft des Kontinents zu diskutieren und daneben auch Journalisten, Wissenschaftler, Politiker und Aktivisten zu interviewen. Die drei veröffentlichten ihre Reiseberichte auf euroskop.org. Print-Artikel erschienen in The European und Die Zeit.
Von 2013 bis 2016 war Boeselager als Senior Associate für McKinsey & Company als Unternehmensberater mit einem Fokus auf den sozialen und öffentlichen Sektor tätig. In seiner Zeit bei der Beratungsgesellschaft hat er nach eigenen Angaben Behörden und eine Organisation für Waisenkinder beraten.

## Politische Arbeit

### Gründung von Volt (2017–2019)
2017 gründete Boeselager gemeinsam mit Andrea Venzon aus Italien und Colombe Cahen-Salvador aus Frankreich Volt Europa als „paneuropäische“, „pragmatische“ und „progressive“ Partei. Er war Vizepräsident von Volt Europa und gemeinsam mit Marie-Isabell Heiss deutscher Spitzenkandidat bei der Europawahl 2019. Während des Europawahlkampfs ging Boeselager keiner Erwerbsarbeit nach und wurde nach eigenen Angaben von seiner Familie finanziell unterstützt.

### Mitgliedschaft im Europäischen Parlament (seit 2019)
Bei der Europawahl gewann Volt Deutschland mit 0,7 Prozent der Stimmen eines der 96 deutschen Mandate und zog damit als einziger nationaler Verband der paneuropäischen Partei ins Parlament ein.
In einer internen Abstimmung konnten Volt-Mitglieder entscheiden, welcher Fraktion Boeselager beitreten sollte. Zur Auswahl standen die Optionen ALDE (heute Renew Europe), Die Grünen/EFA oder fraktionslos zu bleiben. Die Volt-Mitglieder in ganz Europa entschieden, dass Boeselager der Fraktion Die Grünen/EFA beitreten solle. Boeselager folgte dem Votum und vertrat die Fraktion im parlamentarischen Ausschuss für konstitutionelle Fragen. Des Weiteren war er stellvertretendes Mitglied im Haushaltsausschuss, im Ausschuss für Industrie, Forschung und Energie sowie im Ausschuss für bürgerliche Freiheiten, Justiz und Inneres.
Im Mai 2024 geriet Boeselager aufgrund von fehlender Transparenz in die Kritik: So machte er erst nach einer Presseanfrage zahlreiche Treffen publik, die er mit verschiedenen Lobbyisten hatte.

#### Europawahl 2024
Bei der Aufstellungsversammlung in Erfurt am 16. September 2023 wurde Boeselager als Spitzenkandidat für die Europawahl 2024 wiedergewählt. Zum Spitzenquartett zur Europawahl gehören ebenfalls Nela Riehl, Kai Tegethoff und Rebekka Müller. In Brüssel wurde Boeselager am 7. April 2024 gemeinsam mit Sophie in ’t Veld zum europäischen Spitzenkandidaten für die Europawahl 2024 gewählt. Boeselager wurde erneut ins Europaparlament gewählt. Er schloss sich gemeinsam mit den vier anderen Mitgliedern der Volt-Delegation nach einer Abstimmung der Parteibasis erneut der Fraktion Die Grünen/EFA an. Er ist in der 10. Legislaturperiode (2024–2029) stellvertretender Vorsitzender im Ausschuss für Wirtschaft und Währung, Mitglied im Haushaltskontrollausschuss sowie stellvertretendes Mitglied im Haushaltsausschuss und im Ausschuss für Industrie, Forschung und Energie.

#### Bundestagswahl 2025
Im November 2024 verkündete Boeselager seine Kandidatur bei der Bundestagswahl 2025.

## Politische Positionen

### Wahlrechtsreform
Boeselager setzt sich für die Einführung transnationaler Listen bei der Wahl des Europäischen Parlamentes ein, so dass mit einer Zweitstimme europäische Parteien mit einem gemeinsamen Programm gewählt werden können, wodurch die Wahlen europäisiert werden sollen. Daneben soll für Europawahlen das Wahlrecht ab 16 Jahren eingeführt werden. Außerdem fordert er die Erleichterung der Wahlteilnahme für EU-Bürger außerhalb ihres Heimatlandes bei Kommunal- und Europawahlen und Abschaffung einer Ausnahmeregelung, die es EU-Staaten erlaubt, das Wahlrecht von EU-Bürgern anderer Staaten einzuschränken, wenn diese mehr als 20 % aller im Staatsgebiet ansässigen EU-Bürger ausmachen sowie die Möglichkeit, Spitzenpositionen in Kommunalverwaltungen für eigene Staatsangehörige zu reservieren.
Als Vertreter der grünen Fraktion verhandelte Boeselager die EU-Wahlrechtsreform und begleitete die Gesetzgebung durch das Parlament. Dabei begrüßte er die Einführung transnationaler Listen, kritisierte jedoch die Einführung einer 3,5 %-Sperrklausel bei Europawahlen als antidemokratisch. Derzeit liegt der Gesetzesvorschlag beim Rat der Europäischen Union.

### Digitale Währung
Boeselager ist ein Befürworter digitaler Zahlungsmethoden. Seiner Meinung nach könnte hier der Europäischen Zentralbank eine besondere Funktion zukommen, indem dort von jedem Bürger und jeder Bürgerin quasi ein „digitaler Euroschein liegt, den [man] übertragen könnte“. Tatsächlich könnten hierdurch viele Transaktionskosten entfallen. Allerdings könne dies dem rezenten nationalen Bankensystem schaden.

### Gesundheitspolitik
Boeselager kritisierte während der COVID-19-Pandemie häufig das nationale Vorgehen sowie die teilweise unterschiedlichen Wege der Mitgliedstaaten. Seiner Meinung nach hätte man mit einem europäischen Informationsaustausch viel besser reagieren und Menschenleben retten können. Zudem stellt er fest, dass die Pandemie vor allem eine Gesundheitskrise gewesen sei. Künftig sollte bei Gesundheitskrisen besser supranational zusammengearbeitet werden.
Für künftige Pandemien könnte auch das Ausbilden und Anwerben guter Fachkräfte aus dem medizinischen Bereich hilfreich sein. Generell sollten nach Meinung Boeselagers auch die Arbeitsbedingungen in der medizinischen Branche verbessert werden.

### Migration und Fachkräftemangel
Boeselager setzt sich dafür ein, dass Migranten entsprechend ihrer fachlichen Kompetenzen besser verteilt oder gezielt angeworben werden. So könne der europaweite Fachkräftemangel in vielen technischen und medizinischen Berufen bekämpft werden. Wenn hier nicht zeitnah gehandelt werde, könne es finanzielle Einbußen und Nachteile hinsichtlich des technologischen Fortschritts geben, weil bis zu 50 Millionen Fachkräfte über die nächsten 30 Jahre verloren gingen. Er will sich zudem dafür einsetzen, dass Menschen das Recht auf freizügige Bewegung innerhalb der EU bekommen, sobald sie mindestens drei Jahre dort leben. In europaweiten Regelungen für Migranten sieht Boeselager Vorteile für die Binnenmigration in Europa, da so ein europaweiter Arbeitsmarkt geschaffen werden könne. „Für Migranten ist die europäische Freizügigkeit [noch] eine Illusion“, so Boeselager. Im Parlament verhandelte er unter anderem das BlueCard-Visaprogramm, um die EU für hochqualifizierte ausländische Arbeitnehmer attraktiver zu machen und ihnen mehr Freizügigkeit zu gewähren.

### Asyl
Er vertritt ein gemeinsames europäisches Asylsystem.

### Wirtschaft
Boeselager ist Sprecher seiner Fraktion für den europäischen Wiederaufbaufonds nach der COVID-19-Pandemie. Er war Verhandler der Aufbau- und Resilienzfazilität im Jahr 2020 (EUR 672,5 Mrd.) und des Förderprogramms RePowerEU.

### Energiewende und Nachhaltigkeit
Im Parlament setzte er sich bei Klimaschutzprogrammen gegen Greenwashing ein. Er unterstützt den European Green Deal.

### Ukraine
Boeselager unterstützt die Ukraine und verhandelt die EU-Fördergelder für den ukrainischen Wiederaufbau.

### Umgang mit Daten, Datenschutz
Boeselager möchte sich dafür einsetzen, dass gesammelte Daten durch digitale Geräte nicht nur den herstellenden Unternehmen, sondern auch den Endnutzern zur Verfügung stehen. Zudem plädiert er dafür, nicht personenbezogene Daten auch als Information zur Verbesserung der Produkte zu nutzen und auf Datenmarktplätzen zur Verfügung zu stellen. Insbesondere hinsichtlich der Verbesserung von beispielsweise Windrädern könnte dies sinnvoll sein. Darauf aufbauend wurde der Data Act der EU ausgearbeitet.

### Transparenz
Boeselager fordert mehr Transparenz in der Politik. Es sollte klar sichtbar sein, ob und wie viel zusätzliche Gelder Abgeordnete erhalten und wofür sie öffentliche Gelder ausgeben. Er fordert daher auch eine EU-weite Transparenz von Lobby-Tätigkeiten. Im Zusammenhang mit dem Katar-Korruptionsskandal forderte er, dass alle Spesen und Dienstreisen von Abgeordneten ausnahmslos gemeldet werden müssen.
Im Widerspruch zu seiner eigenen Position machte Boeselager selbst erst nach einer Presseanfrage im Mai 2024 30 Treffen mit Lobbyisten publik und führte als Begründung an, dies sei ihm „durchgerutscht“.

### Europäischer Föderalismus
Boeselager fordert einen Europäischen Föderalismus. Es sollte klar geregelt sein, welche Maßnahmen und Gesetze auf welcher Ebene geregelt werden. Zudem kritisiert er das Fehlen einer mit dem Bundesrat vergleichbaren Einrichtung auf Europaebene sowie das fehlende Initiativrecht des Europäischen Parlaments. Zudem sollte es eine durch das Volk wählbare Regierung geben.
Zudem wünscht er sich, dass Europa bzw. die EU wieder stärker zusammenwachsen. Große Herausforderungen unserer Zeit könne man seiner Meinung nach nur gemeinsam lösen. Dieser Standpunkt entspricht auch dem Grundkern Volts.

## Auszeichnungen
- 2020: Hertie School’s Alumni Achievement Award[40]